# Léon Ehrhart
Léon Ehrhart (Mulhouse, Alt Rin, França, 1854 - Paretta, Toscana, Itàlia, 1875) fou un compositor francès.
Començà els estudis musicals a l'edat d'onze anys sota la direcció de M. Heyberger, marxà a París, on completà la seva educació musical amb M. Chauvet i en el Conservatori amb Benoist i Reber.
Guanyà diversos concursos accèssits i premis de composició i el 1874 el gran Prix de Rome per la seva cantata Acis et Galatèe. També va escriure un pròleg musical; Muse populaire, un gran oratori i una opereta còmica: Monsieur Martín.